# Mazoku
A Mazokuk természetfeletti lények a japán mítoszok világában. A szó jelentése "démonok népe". A magyar megfelelőik leginkább azok a lények, amiket a népmesék "ördögként" emlegetnek. A japán hiedelemvilágban a mazokuk viszont nem mind feltétlenül gonoszak. Ezért használják megkülönböztetésül az "aku" (gonosz) jelzőt. Az akuma jelentése ezért inkább ördög, mint démon, többes száma pedig akumazoku.

## Mazokuk az animékben
A Slayers-sorozat
A Slayers világa nagyon összetett. Mivel a történet egyik pillérét a mazokuk (magyarra fordítva szörnynek nevezték őket) tevékenysége alkotja az ő világuk a sorozathoz hasonlóan, rendkívül jól kidolgozott. 
A mazokuk akárcsak ősi ellenségeik a shinzokuk (istenek) és valamennyi élőlény a Vörös Világban a Rémálmok Hercegétől (Lord of Nightmares) származik. Ezek a rendkívüli lények az asztrál síkon léteznek, emberi alakjuk (feltéve ha van nekik) csupán egy jelenés. Éppen ezért szokványos fegyverekkel szinte képtelenség elpusztítani egy tiszta vérű mazokut. A leghatásosabb védekezés ellenük a különböző típusú mágiák bevetése lehet (sámánizmus és fekete mágia). A mazokuk a negatív emberi érzelmekből táplálkoznak, ami azt jelenti, hogy ennek ellentéte, a pozitív érzelmek gyengítik őket.

## A mazokuk típusai

### Lesser demon (alsóbbszintű démon)
A mazokuk legalacsonyabb kategóriája. Nem rendelkeznek varázserővel, de cserébe nagy fizikai erejük és átlagon felüli testméreteik vannak. Amolyan gyalogos hadosztályként és előörsként működnek. Főleg Slayers mozifilmekben találkozhatunk velük.

### Mazoku
Az egyszerű mazokuk már rendelkeznek különböző különleges képességekkel. Erre jó példa az a mazoku, aki a nők városában támad Lináékra, vagy az, amelyik a híres éneklős részben szerepel. Képesek különböző varázslatok megidézésére, de nem igazán ellenállók az erősebb varázslatokkal szemben.

### Középszintű mazoku
A középszintű mazokuk már sokkal különlegesebbek, mert intelligensebbek, és képesek magukat emberi külső mögé rejteni. Bár emberi álcájuk korántsem tökéletes. Valami mindig árulkodik róla, hogy nem emberek (pl: bőrszínük más, mondjuk kékes, vagy a hajuk zöld, stb…). Az ő elpusztításukhoz már magasabb szintű varázslatok szükségesek pl: Dragon Slave.
Ilyen mazoku a sorozatban például Kanzel és Mazenda.

### Magas szintű mazoku
A magas szintű mazokuk a mazoku lordok papjai, vagy generálisai. Ők már sokkal erősebbek, mint a középszintűek. Emberi alakjuk közel tökéletes, és viselkedésükben is képesek emberiek lenni. A legismertebb közülük a sorozat egyik főszereplője, Zelas Metallum papja és generálisa is egyben, Xellos. Ezek a mazokuk már elbírnak egy Dragon Slave-vel is, megsemmisítésükhöz a Ragna Blade varázslat szükséges. 

### Mazoku lord
A mazoku lordok a második legmagasabb szintű mazokuk. Őket a sötét úr, Shabranigdu alkotta meg a saját képére évezredekkel a történet előtt. A legerősebb köztük Fibrizzo, a Pokol szolgája (Mei-o). További lordok Gaav, a démoni sárkánykirály (Maryu-o), Grausherra a felsőbb démonkiráy (Hai-o), Deep Sea Dolphin (Kai-o), és Zelas Metallum (Juu-o). Erejük messze túlszárnyalja egy magas szintű mazokukét, emberi alakjuk tökéletes és képesek túlélni egy Ragna Blade-hez hasonló erejű varázslatot is, továbbá képesek az erejüket "kölcsönadni" a mágusoknak, aminek eredményeképpen erős varázslatokat hozhatnak létre (Gaav Flare, vagy Dynast Brast) 

### Mao (Démon király)
A mao-k a négy Slayers világ démoni uralkodói, a leghatalmasabb erejű mazokuk. A Vörös Világ mao-ja Rubintszemű Shabranigdu (Ruby Eye). A másik három mao Káosz Kék (Chaotic Blue), Sötét Csillag (Dark Star), valamint Halál Köd (Death Fog). Shabranigdu erejét hívja segítségül a Dragon Slave.